# Драгиевци
Драгѝевци е село в Северна България, община Габрово, област Габрово.

## География
Село Драгиевци се намира на около 13 km запад-северозападно от центъра на град Габрово, 12 km югоизточно от Севлиево и около километър югозападно от Драгановци. Разположено е в широката долина между Черновръшкия рид на югозапад и платото Стражата на североизток. Климатът е умереноконтинентален. Надморската височина е по-голяма в южната част на селото – в близост до църквата „Свети Николай“ достига около 340 m, а в най-северния му край намалява до около 300 m. Общинският път до Драгиевци е отклонение в село Драгановци от второкласния републикански път II-44 (Севлиево – Габрово).

## История
Във фондовете на Държавния архив Габрово се съхраняват документи на/за Народно начално училище – с. Драгиевци, Габровско; фонд 551K; 1897 – 1960.

## Население
Населението на село Драгиевци наброява 554 души при преброяването към 1934 г., намалява до 8 към 1985 г. и наброява 40 души (по текущата демографска статистика за населението) към 2019 г.
Преброяване на населението през 2011 г.
Численост и дял на етническите групи според преброяването на населението през 2011 г.:
|                     | Численост | Дял (в %) |
| Общо                | 36        | 100,00    |
| Българи             | 36        | 100,00    |
| Турци               | 0         | 0,00      |
| Цигани              | 0         | 0,00      |
| Други               | 0         | 0,00      |
| Не се самоопределят | 0         | 0,00      |
| Неотговорили        | 0         | 0,00      |